# Августовский, Иван Иванович
Иван (Алатон-Илиодор) Иванович Августовский (1840—1897) — российский инженер; тайный советник.

## Биография
Родился в семье потомственного дворянина Сувалкской губернии, — по разным сведениям: 3 (15) июля 1840 года или 21 июня (3 июля) 1840 года.
В 1861 году окончил кандидатом физико-математический факультет Императорского Санкт-Петербургского университета. Затем поступил в Институт инженеров путей сообщения и 20 июня 1863 года был произведён в поручики с назначением в службу во II округ путей сообщений. В июле 1864 года он был назначен начальником дистанции на Мариинской системе. В 1866 году, при преобразовании ведомства из военного в гражданское, он был переименован в титулярные советники.
Августовский, проводя многочисленные работы по улучшению элементов системы (удлинение шлюзов, устройство перекопов и т. п.), проводил теоретические исследования, обратившие на себя внимание. И в 1871 году был назначен инженером для проведения технических занятий в созданный Техническо-инспекторский комитет шоссейных и водяных сообщений. В 1873 году он был назначен инспектором работ по улучшению Малой Невы. в дальнейшем он неоднократно включался в различные технические комиссии, в том числе по улучшению Мариинской системы. В июне 1878 года он был командирован во Францию, Германию и Австрию для ознакомления с порядками и правилами судоходства в Западной Европе. С 1879 года он занимался вопросом т. н. «Сибирской пристани» в Нижнем Новгороде; во время производства работ по укреплению берега этой пристани И. И. Августовский 28 марта 1882 года был произведён в действительные статские советники. В августе следующего года он был награждён персидским орденом «Льва и Солнца» 2-й степени.
В сентябре 1883 года он был направлен в Прибалтику; сначала инспектировал работы по Западной Двине в пределах Рижского порта, а в феврале 1884 года назначен председателем комиссий по Ревельскому и Либавскому портам. В июле 1884 года он инспектировал работы по устройству Обь-Енисейского водного пути. Наконец, 23 ноября 1884 года он был назначен начальником Казанского округа путей сообщения и оставался в этой должности до 15 сентября 1892 года, когда был причислен к Министерству.
В 1895 году, 2 апреля он был произведён в тайные советники, а 18 октября вышел в отставку.
Умер 14 (26) марта 1897 года в Санкт-Петербурге. Похоронен на Смоленском лютеранском кладбище.